# Domaslavice (Proseč pod Ještědem)

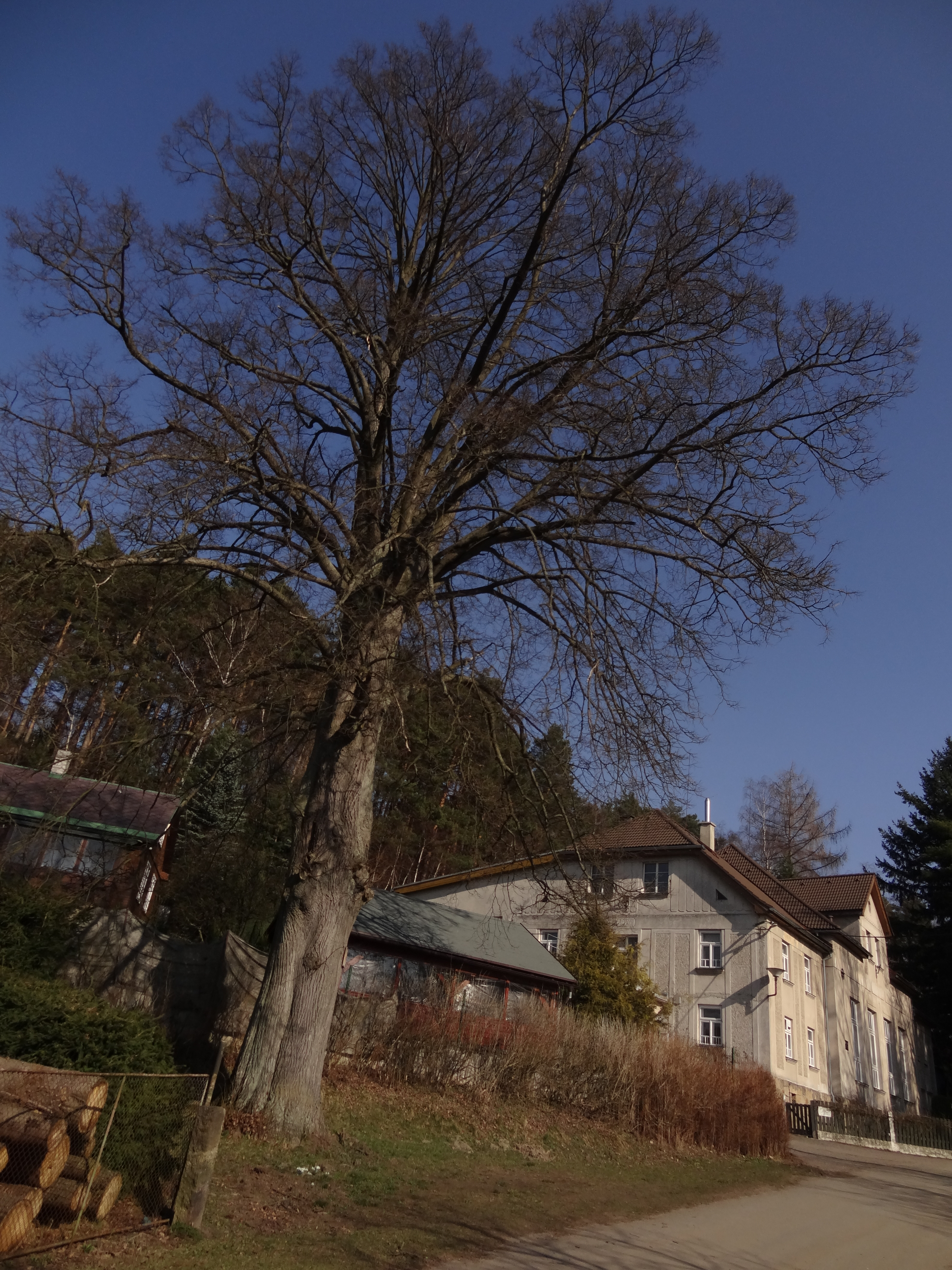
Domaslavice

Domaslavice (deutsch Ober-Domaslowitz, auch Domaslowitz bzw. Domaslowicz) ist ein Ortsteil der Gemeinde Proseč pod Ještědem in Tschechien. Er liegt zehn Kilometer südlich des Stadtzentrums von Liberec und gehört zum Okres Liberec.

## Geschichte
Ursprünglich wurde es benannt nach dem mährischen Ort Domoslaw. 
Das Gut Domaslowitz bestand aus dem Meierhof Domaslowitz und den Dörfern Domaslowitz, Jawornik, Raschen (Rašovka), Padouchow (Padouchov), Bystra (Bystra, heute Ortsteil von Šimonovice) und Proschwitz. Unter den Herren Smiřický von Smiřice gehörte Domaslowitz noch zur Herrschaft Aicha. Wallenstein übernahm 1622 als Vormund des schwachsinnigen Jindřich Smiřický die Herrschaft Aicha und trennte das Gut Domaslowitz als Lehensgut ab. Nunmehr Friedländer Lehen verkaufte der Herzog das Gut am 6. März 1628 an den friedländischen Hofmeister Paul Cornazani (auch Karnitzan). Er und seine Frau besaßen auch ein Gut in Mladějov im Bunzlauer Kreis und Möhlten. Paul Cornazani starb am 18. Februar 1632 in Pischkowitz. Seine Ehefrau Anna Susanna Saltza von Heidersdorf heiratet daraufhin den kaiserlichen Obristwachtmeister Christian von Schaffhurdt (* ~1600, † 1640), einen Enkel des Hieronymus Schaffhirt. Am 13. April 1636 wird diesem durch kaiserliche Resolution das Gut ins Erbeigentum versetzt. Er wurde im Jahre 1640 mit dem Schwert gerichtet, weil er seine Frau vergiftet haben soll. Bereits am 18. Juli 1638 befahl Kaiser Ferdinand dem kaiserlich österreichischen Kommissar Johann Putz von Adlersthurn (* 1595, † 1660), das Gut gerichtlich zu verwalten. 1653 soll der kaiserliche General Lothar Dietrich von Bönninghausen das Gut besessen haben. Nach 1650 kam das Gut in den Besitz des Grafen Adam Wilhelm Schellart von Obbendorf Freiherr von Gürzenich. Nach dessen Tod um 1681 wurde das Gut Domaslowitz in zwei Teile geteilt. Ein Teil viel an den Sohn Franz Schellart, der andere am 23. Mai 1686 an die Witwe Susanna Helena Schellart geborene von Goltz und nun verheiratet mit Anton de Bedarrides. Susanna Helena stiftete 1692 für den Freiweltlichen Adeligen Damenstift zu den heiligen Engeln in Prag und wurde die erste Oberin. 1690 wurde das Gut Domaslowitz an Gedeon Ehrlich von ehrenfeld verpachtet. Um 1700 kam das Gut samt den zugehörigen Dörfern Jawornik, Proschwitz und Raschen in den Besitz des böhmischen Kammerrechtsbeisitzers Wenzel Matthias Josef Graf von Desfours. Nach dessen Tod leistete Johann Georg von Waßmuth (polnischer Gesandtschaftssekretär) am 13. Oktober 1710 für die Witwe Polyxena Elisabeth Desfour geborene Hartmann von Klarstein (* 25. Februar 1672, † 11. Juli 1760) den Lehenseid. Am 8. März 1723 werden die Söhne Joachim Maximilian Josef Graf von Desfour (* 6. Oktober 1702, † 29. September 1749) und Franz Wenzel von Desfour (* 1. Mai 1701, † 17. Mai 1742) in die Lehntafel eingeschrieben. Letzterer fiel als kaiserlicher Oberst in der Schlacht bei Chotusitz. Der Bruder verkaufte das Gut Domaslowitz am 26. Januar 1728 für 40.000 Gulden an Graf Ludwig Joseph von Hartig auf Wartenberg (* 1685, † 17. Januar 1735). Dieser vererbte das Gut seinen Kindern. Der Sohn Adam Franz von Hartig (* 25. März 1724, † 15. November 1783) übernahm das Gut am 26. Juni 1747. Dieser kaufte 1750 noch Alt-Aicha (das heutige Dorf Starý Dub, 2 km nördlich von Český Dub) dazu. Das Gut Domaslowitz blieb bis 1835 in Besitz der Grafen Hartig. Am 1. Juni bzw. 14. Juli 1835 wurden die Güter Domaslowitz und Alt-Aicha von Graf Franz de Paula Anton von Hartig (* 5. Juni 1789, † 11. Januar 1865) für 95.000 Gulden an Charles Alois Gabriel des Rohan, Herzog von Montbazon und Fürst von Guéméné (* 18. Januar 1764, † 24. April 1836) verkauft. Dieser stellte dann beide Güter unter die Verwaltung der Stammherrschaft Böhmisch Aicha. 
Im Jahre 1991 hatte das Dorf 52 Einwohner, beim Zensus von 2001 lebten in den 19 Wohnhäusern von Domaslavice 57 Personen.